# 圣嘉禄鲍荣茂圣母进教之佑圣殿
圣嘉禄鲍荣茂圣母进教之佑圣殿（西班牙语：Basílica María Auxiliadora y San Carlos）是一座罗马天主教宗座圣殿，位于阿根廷布宜诺斯艾利斯市的阿尔马格罗区。该堂建于1900-1910年，由慈幼会管理，也是该修会在阿根廷所建最大的教堂，供奉圣母进教之佑，以及圣嘉禄鲍荣茂。该堂也是教宗方济各1936年接受洗礼的教堂。

## 历史
圣嘉禄新堂区成立于1872年。1878年，由慈幼会接管。1900年6月24日，阿根廷总统胡利奥·阿根蒂诺·罗卡赞助的新教堂奠基，教宗代表安东尼奥·萨巴图奇祝福了基石。来自都灵的建筑师埃内斯托·维斯皮格纳尼是若瑟·维斯皮格纳尼神父的兄弟，他以新罗马式风格设计了这座教堂。1910年5月24日圣母进教之佑瞻礼日，教堂举行祝圣仪式。1941年，教宗庇护十二世授予宗座圣殿。2006年，布宜诺斯艾利斯市议会公布该堂为“布宜诺斯艾利斯市的历史和文化名胜”。 

## 建筑
该堂为三通廊式的新罗马式建筑，面积1800平方米，宽敞华丽。该堂具有非凡的纪念性和声学风格，八角形穹顶高45米，顶部有5米高的圣母进教之佑雕像。立面的钟楼高64米，是这个社区的标志。装饰华丽的入口立面分为三部分。教堂内楼下供教友使用，楼上供学生使用，还有一个地窖。该堂拥有一台华丽的管风琴。

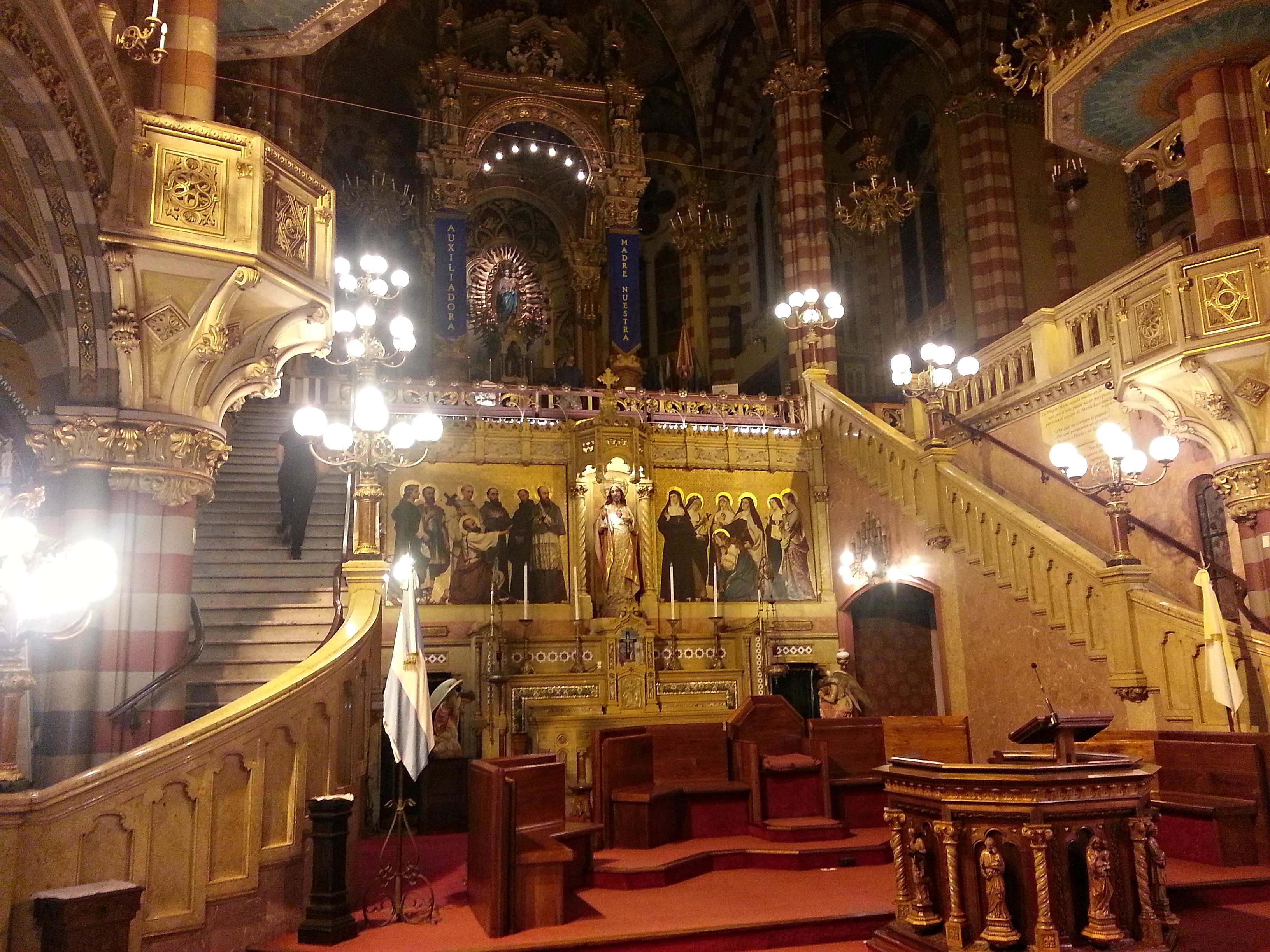
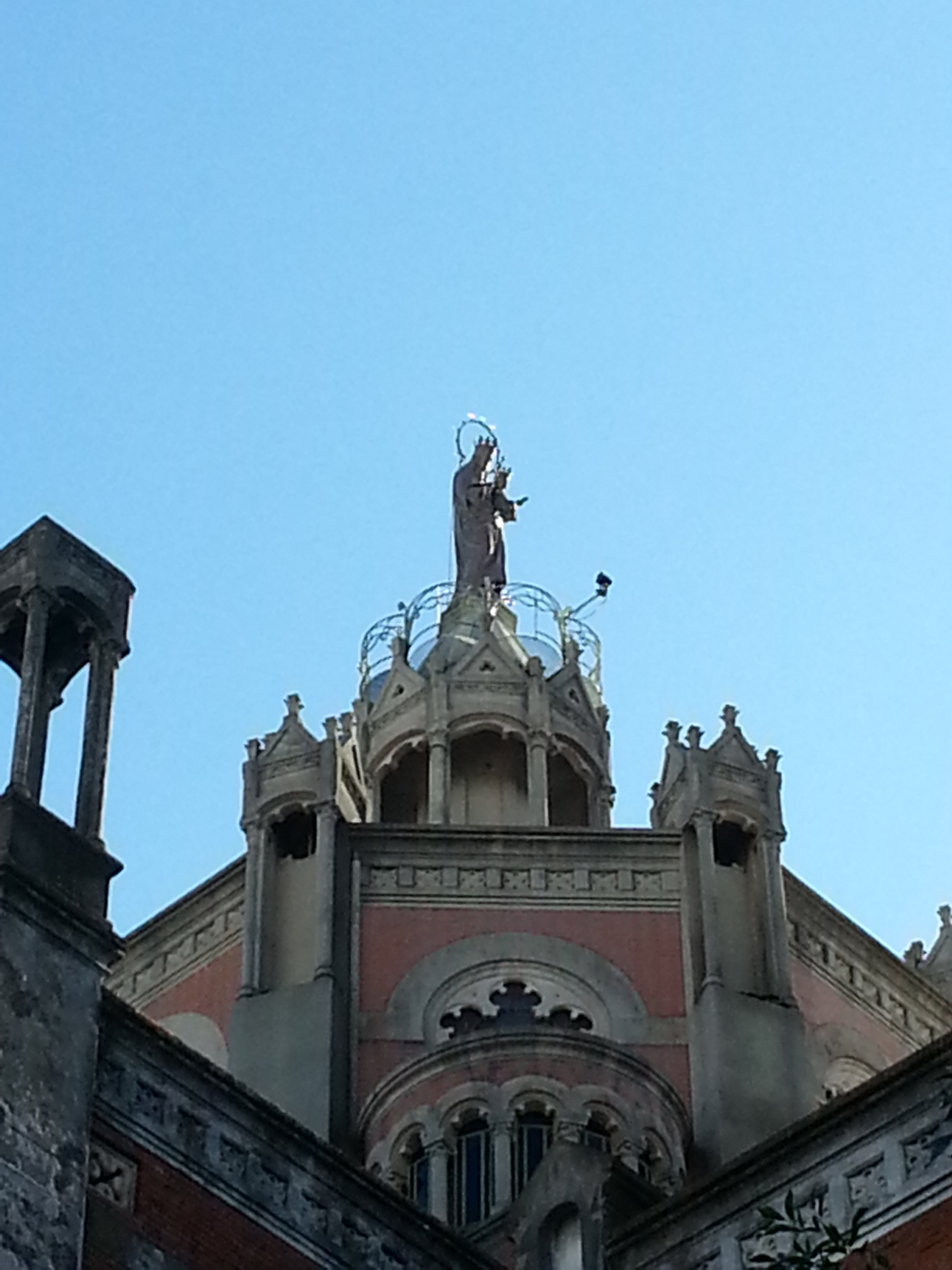
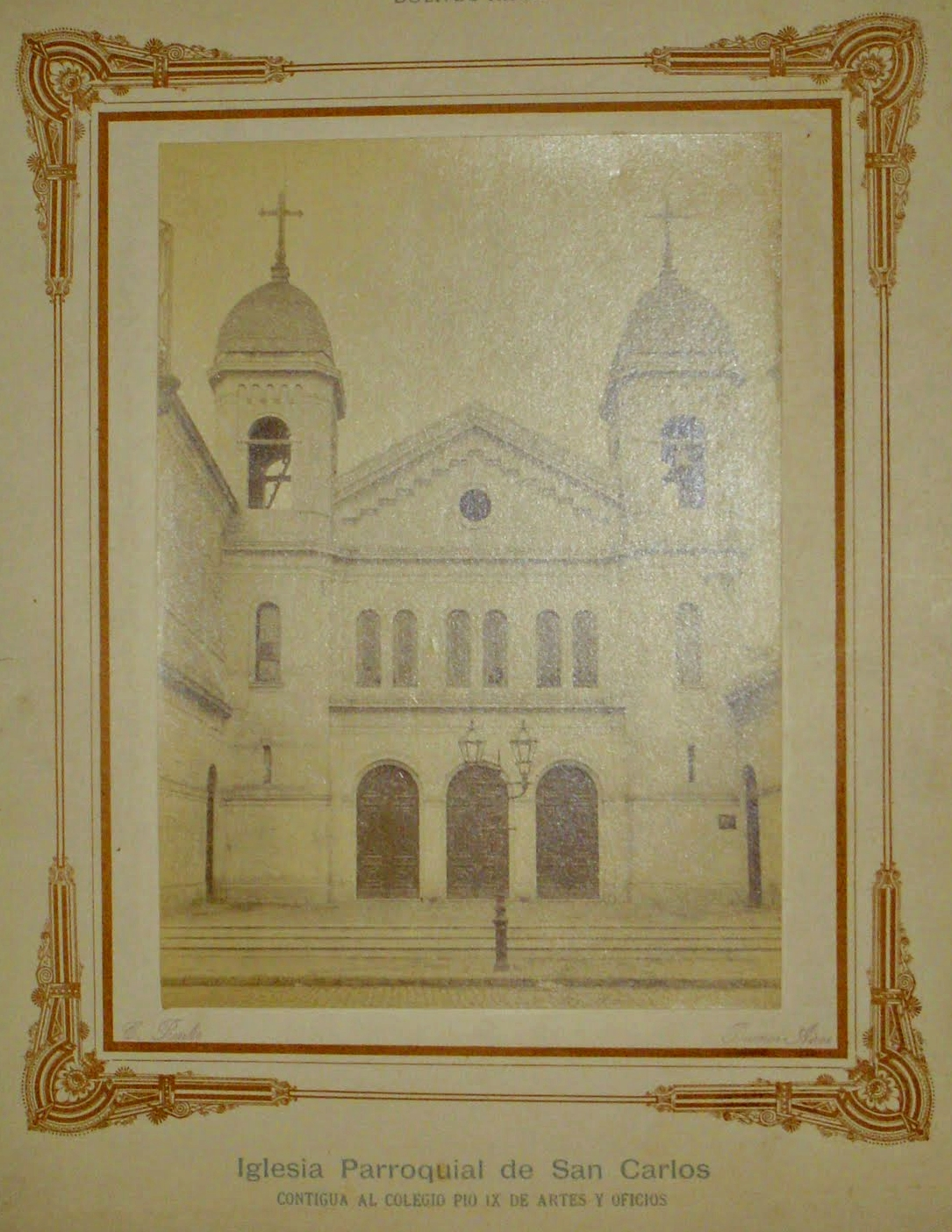
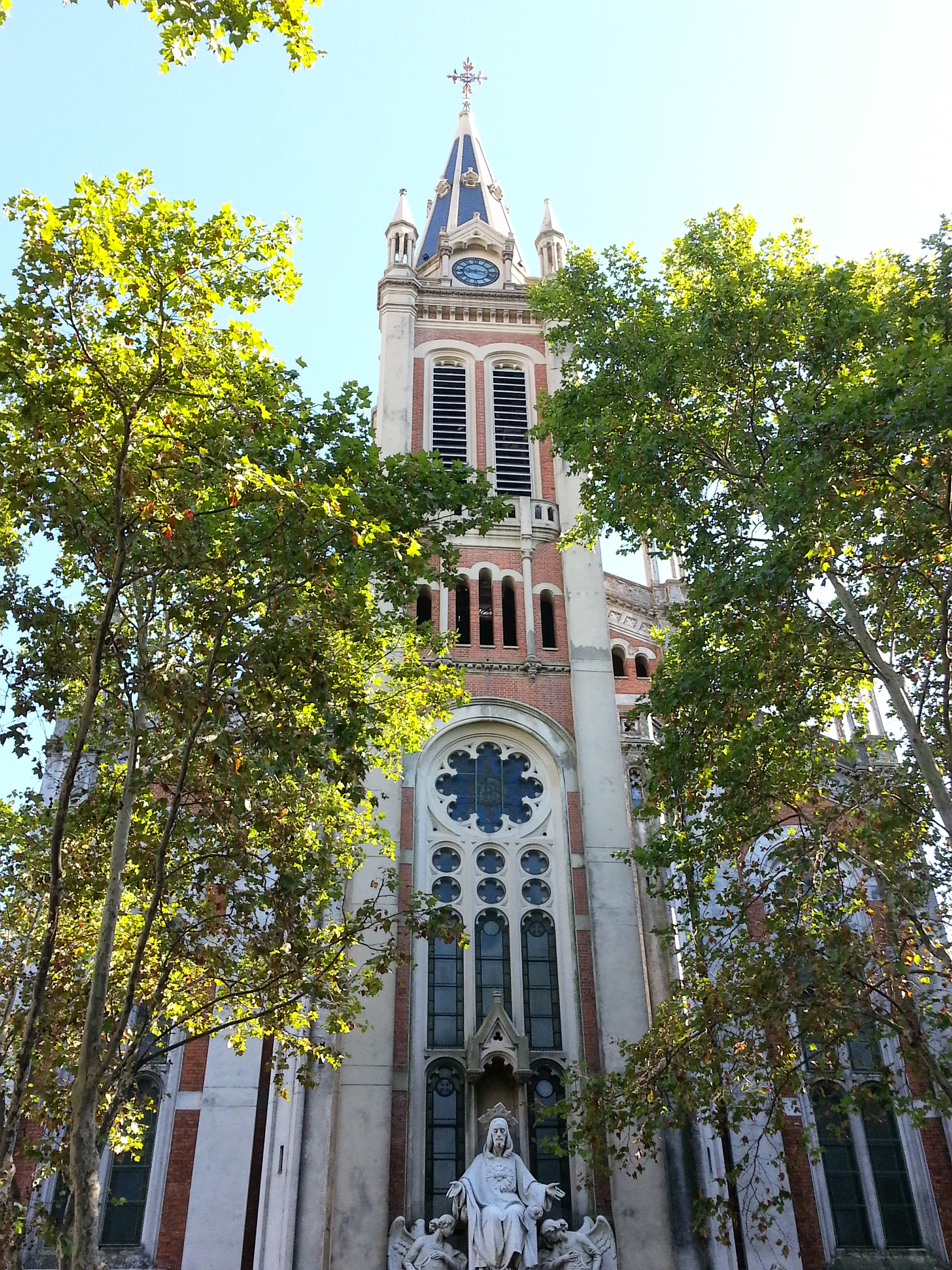
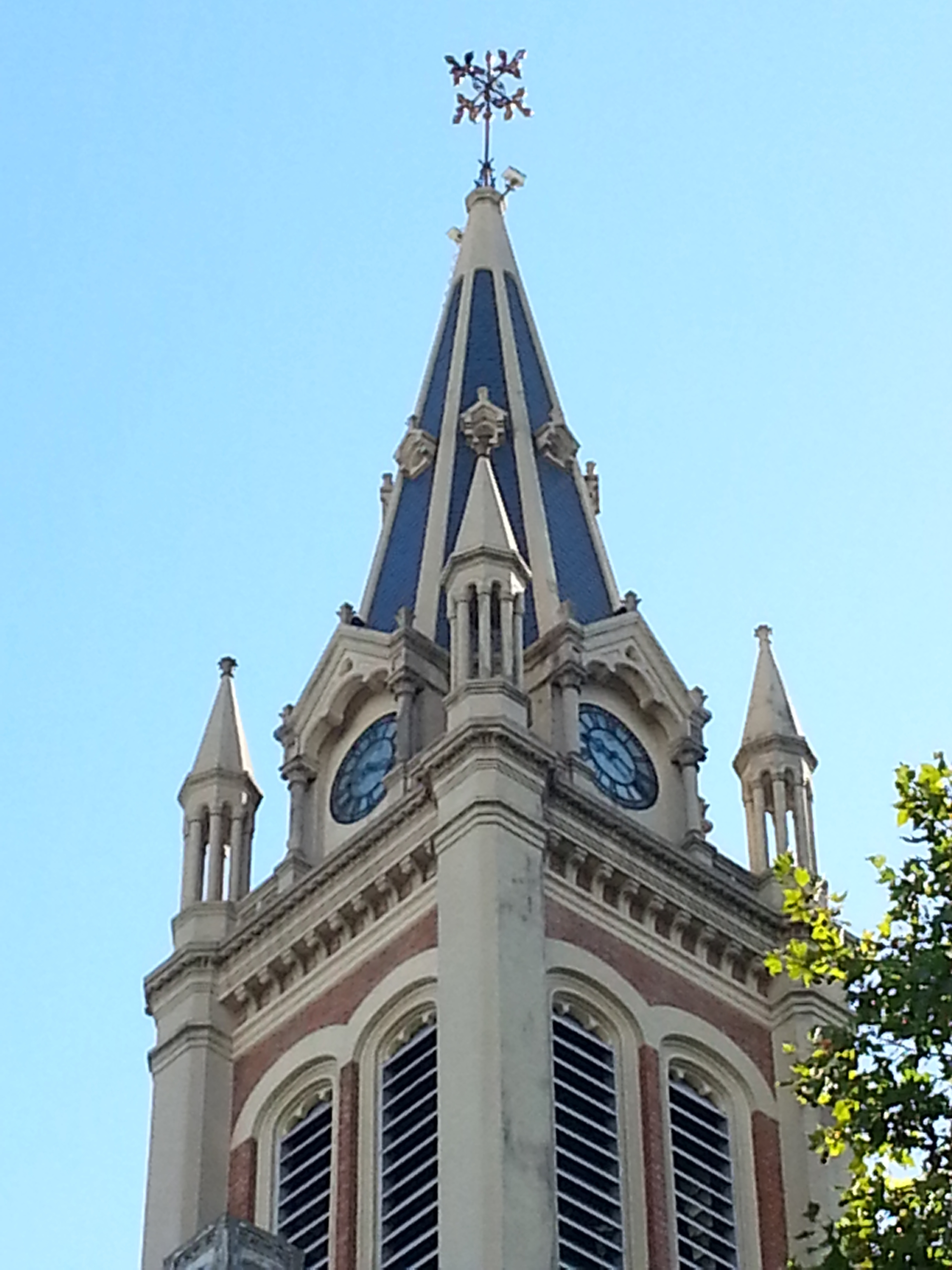
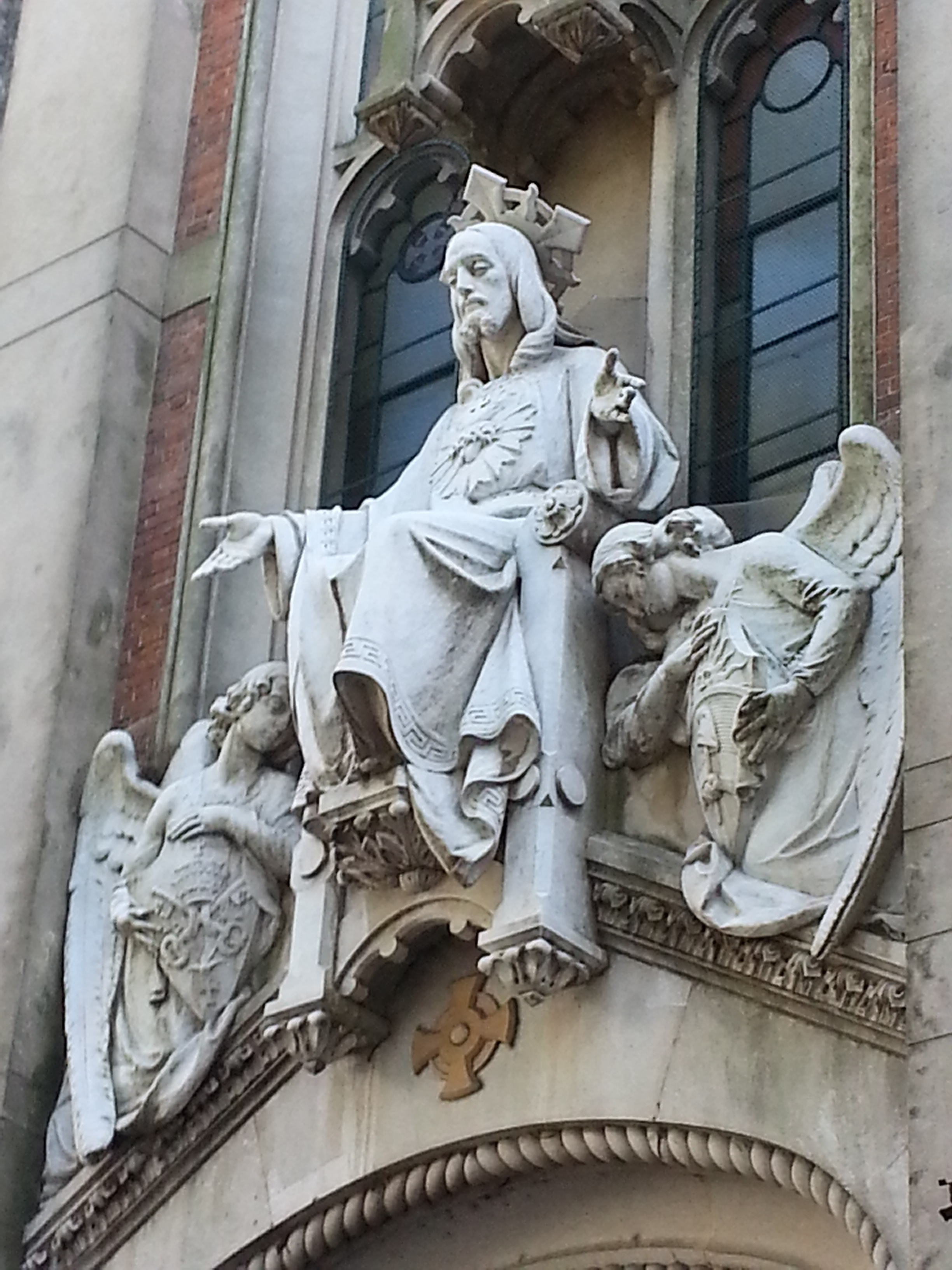
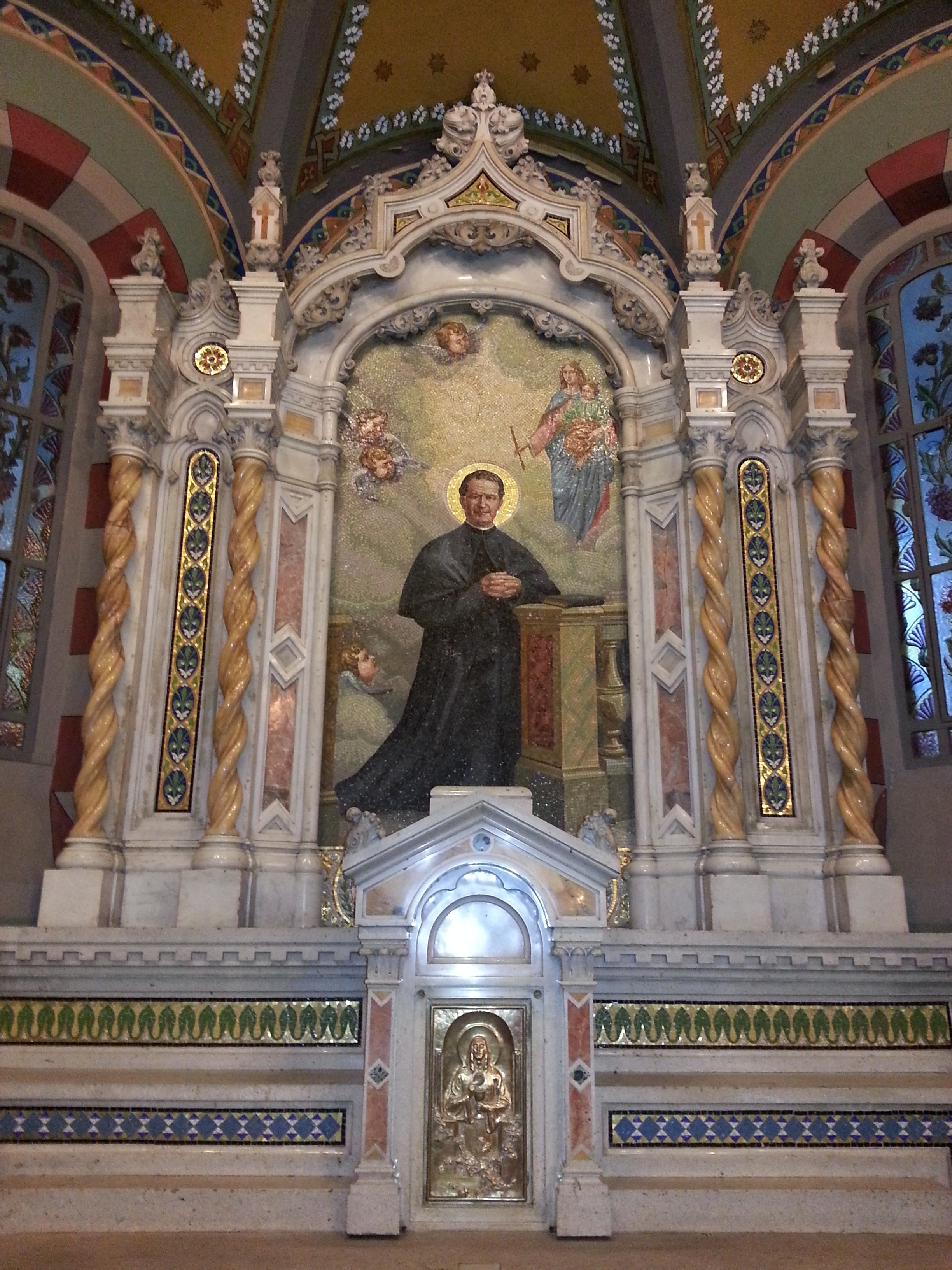
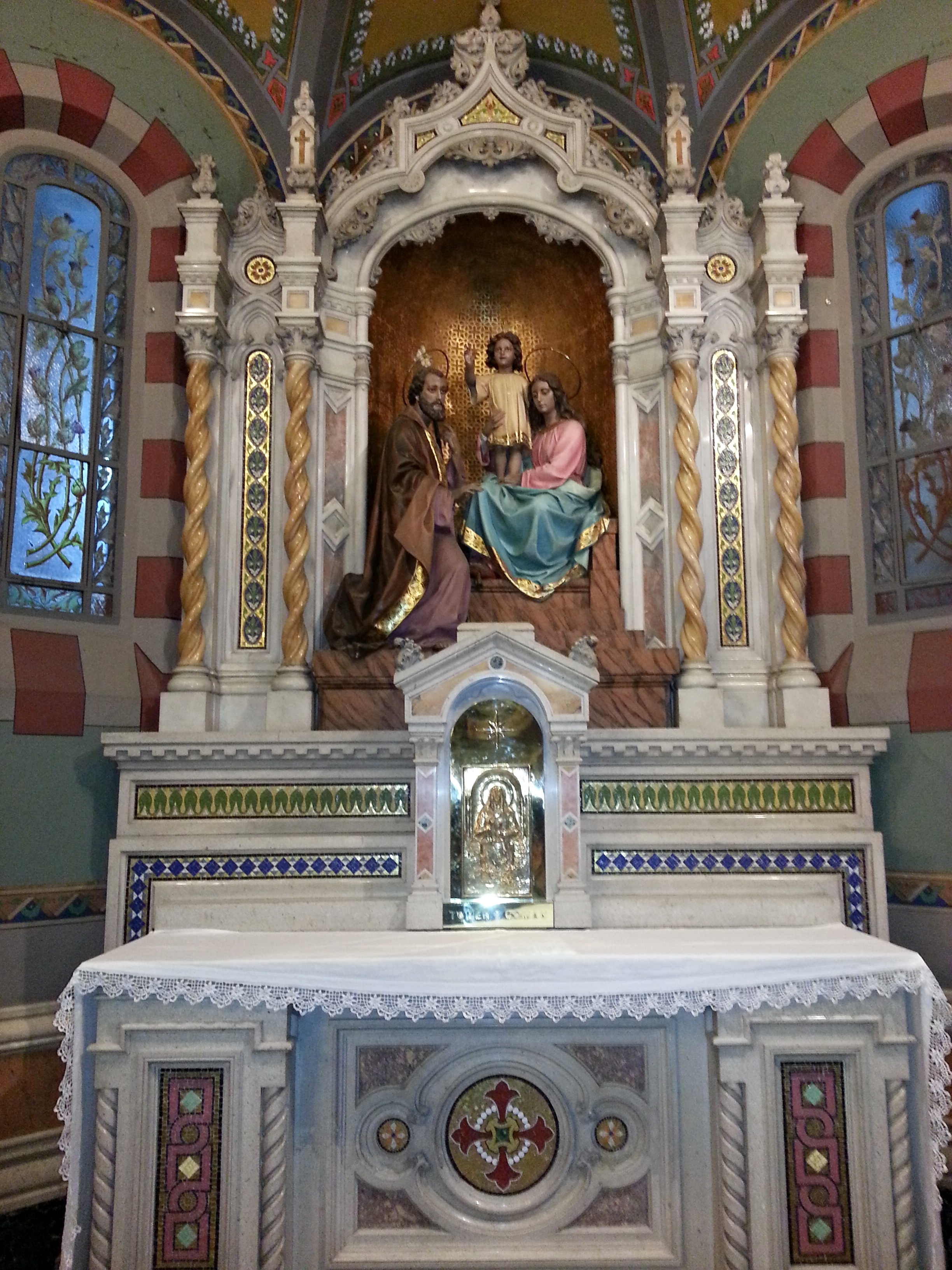
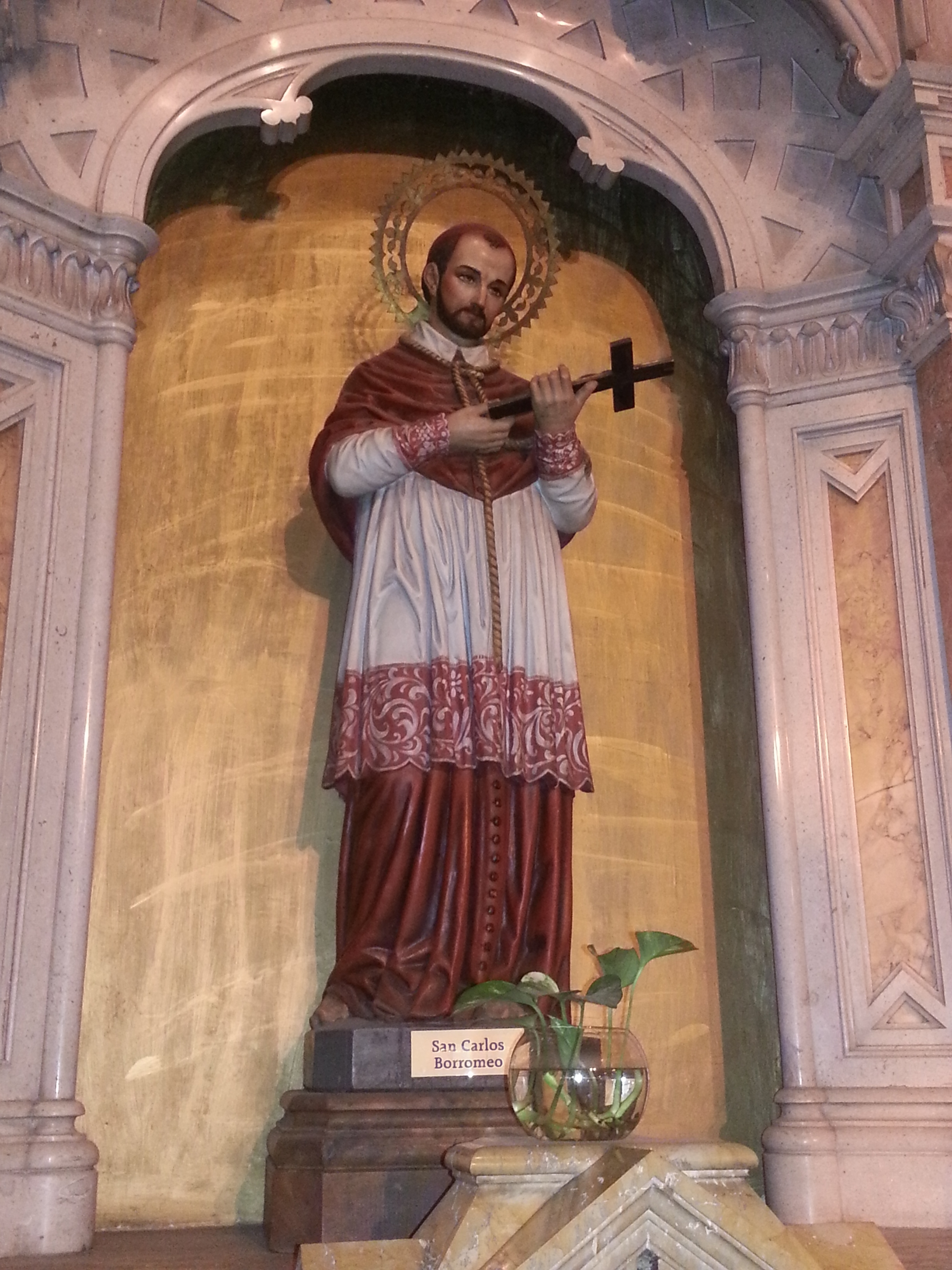
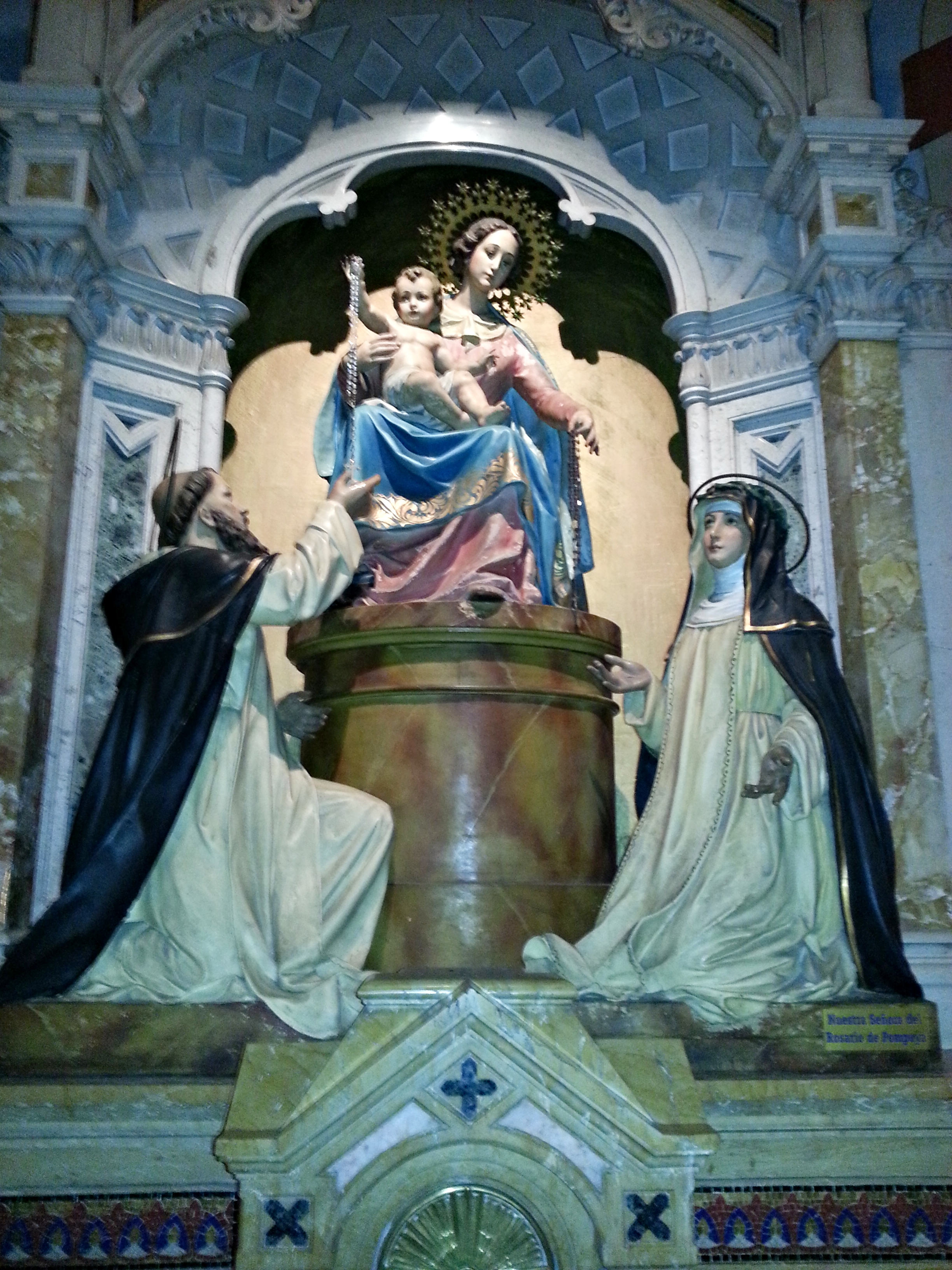
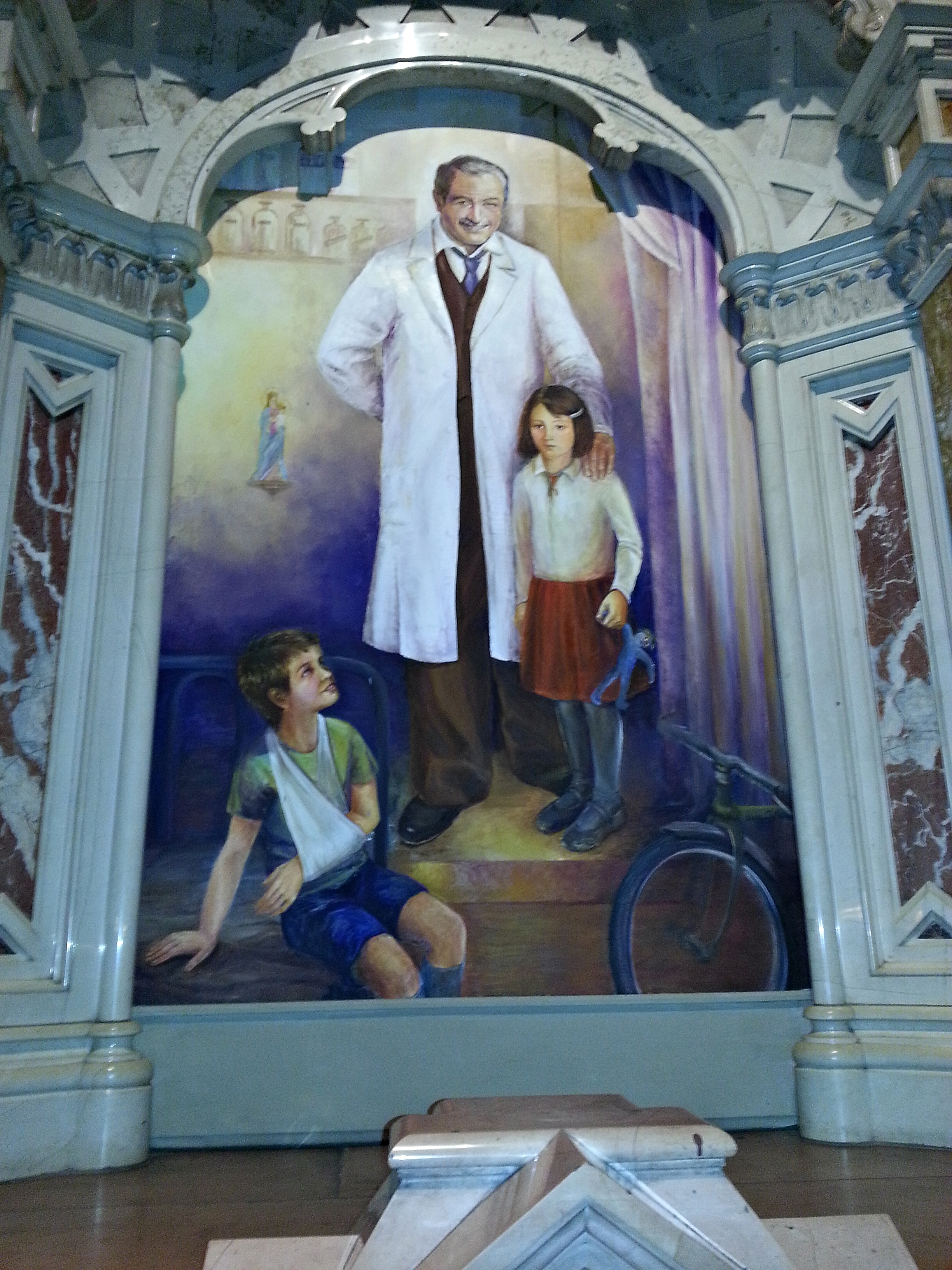
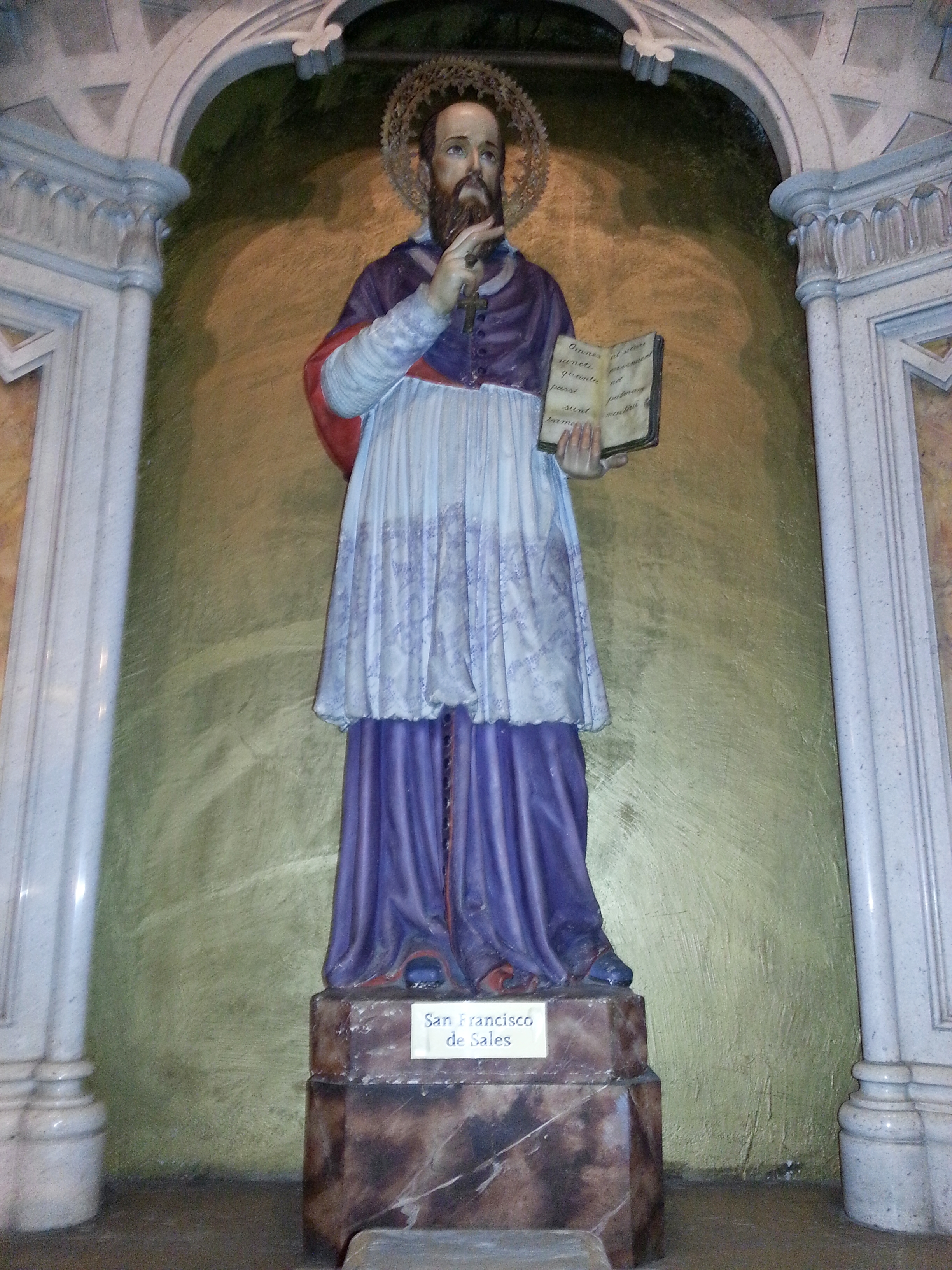
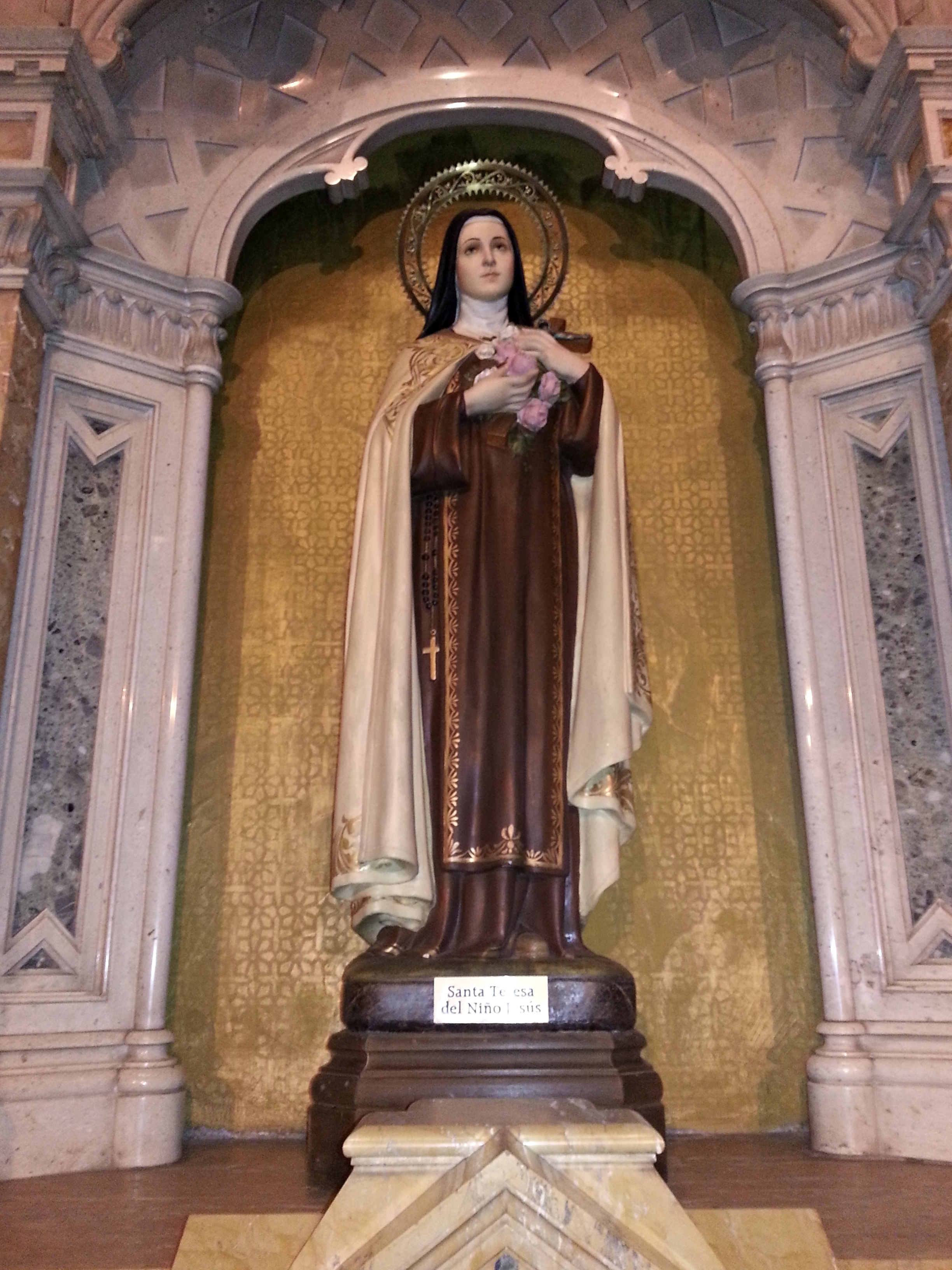
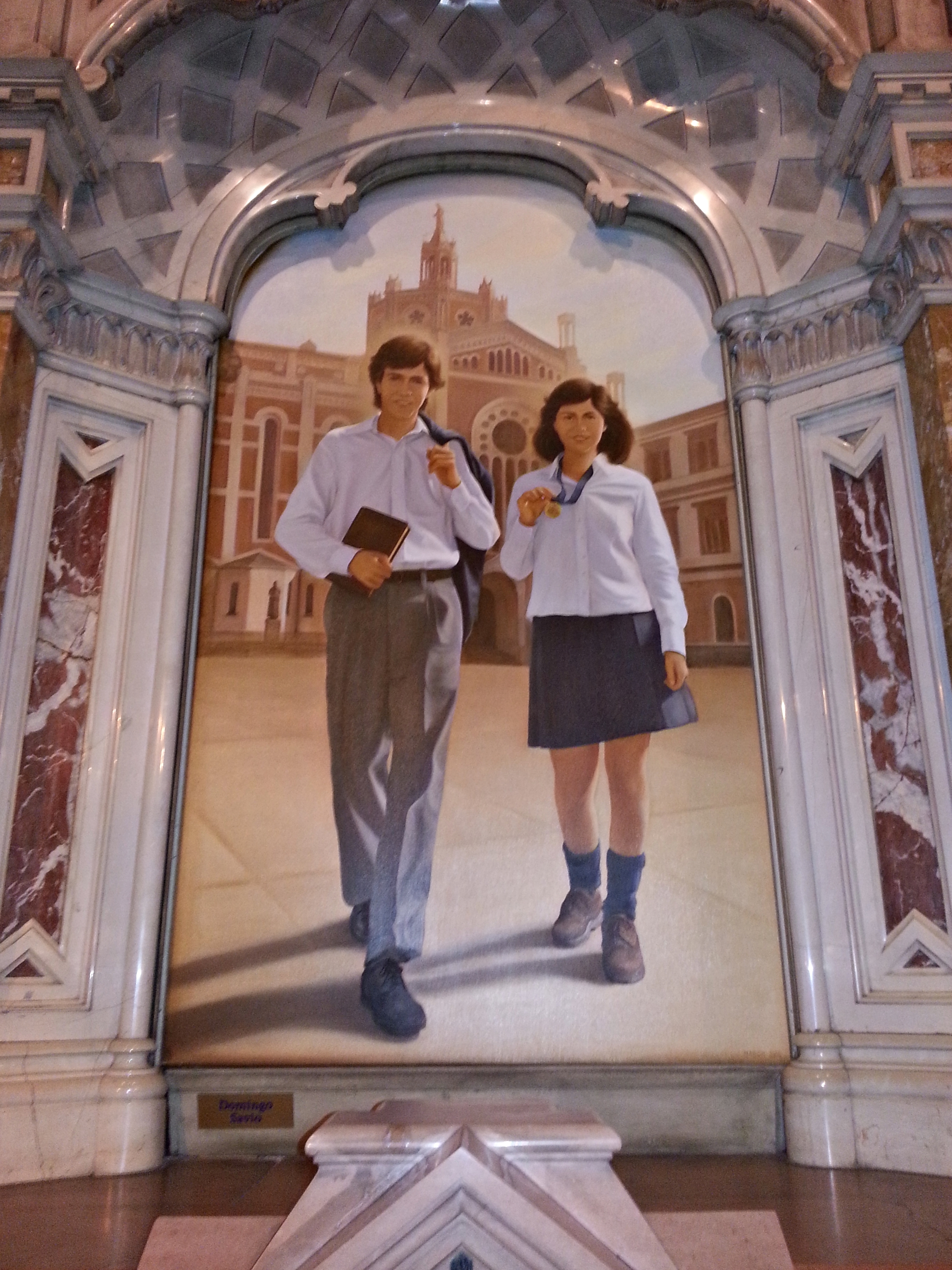
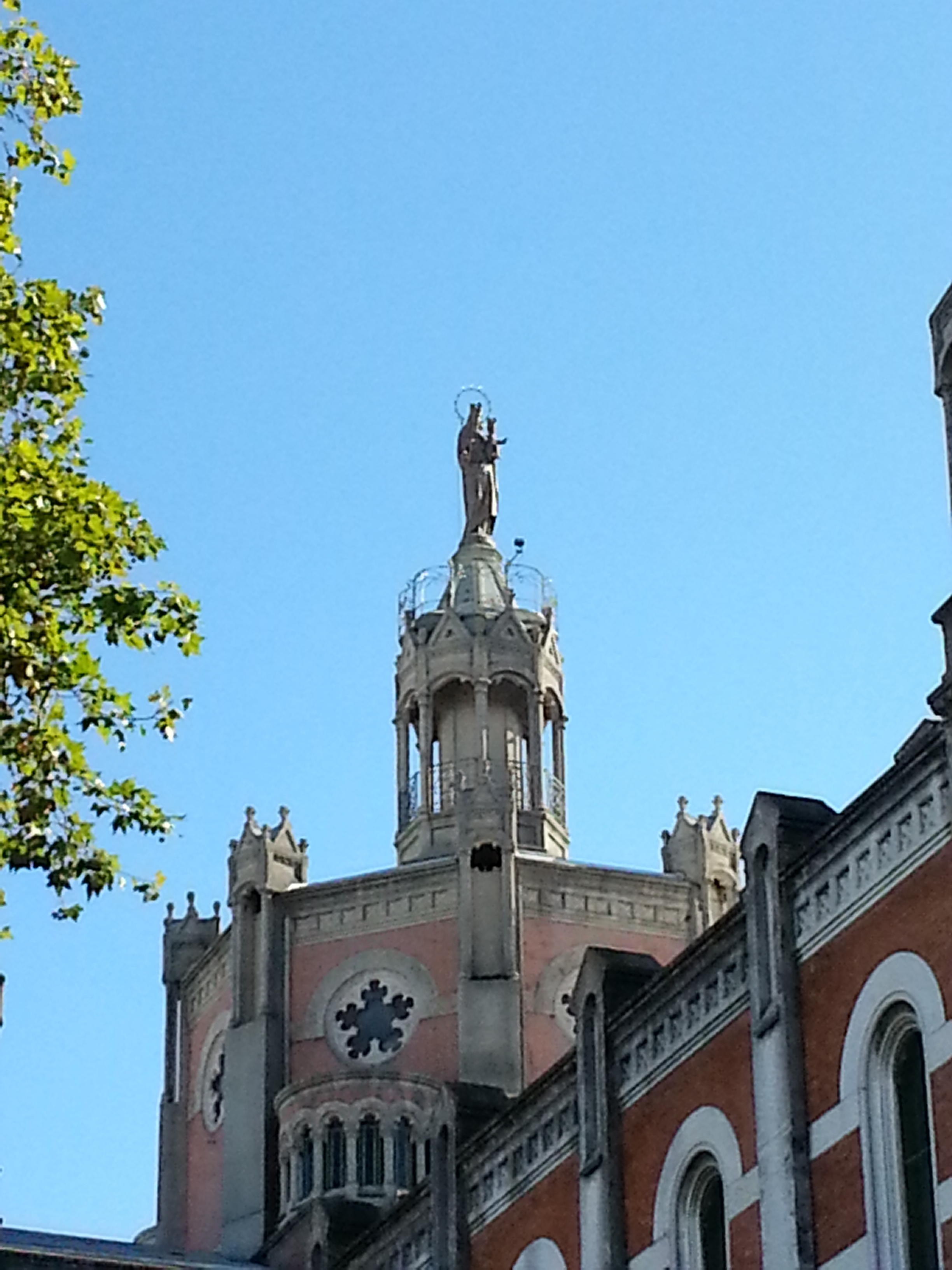
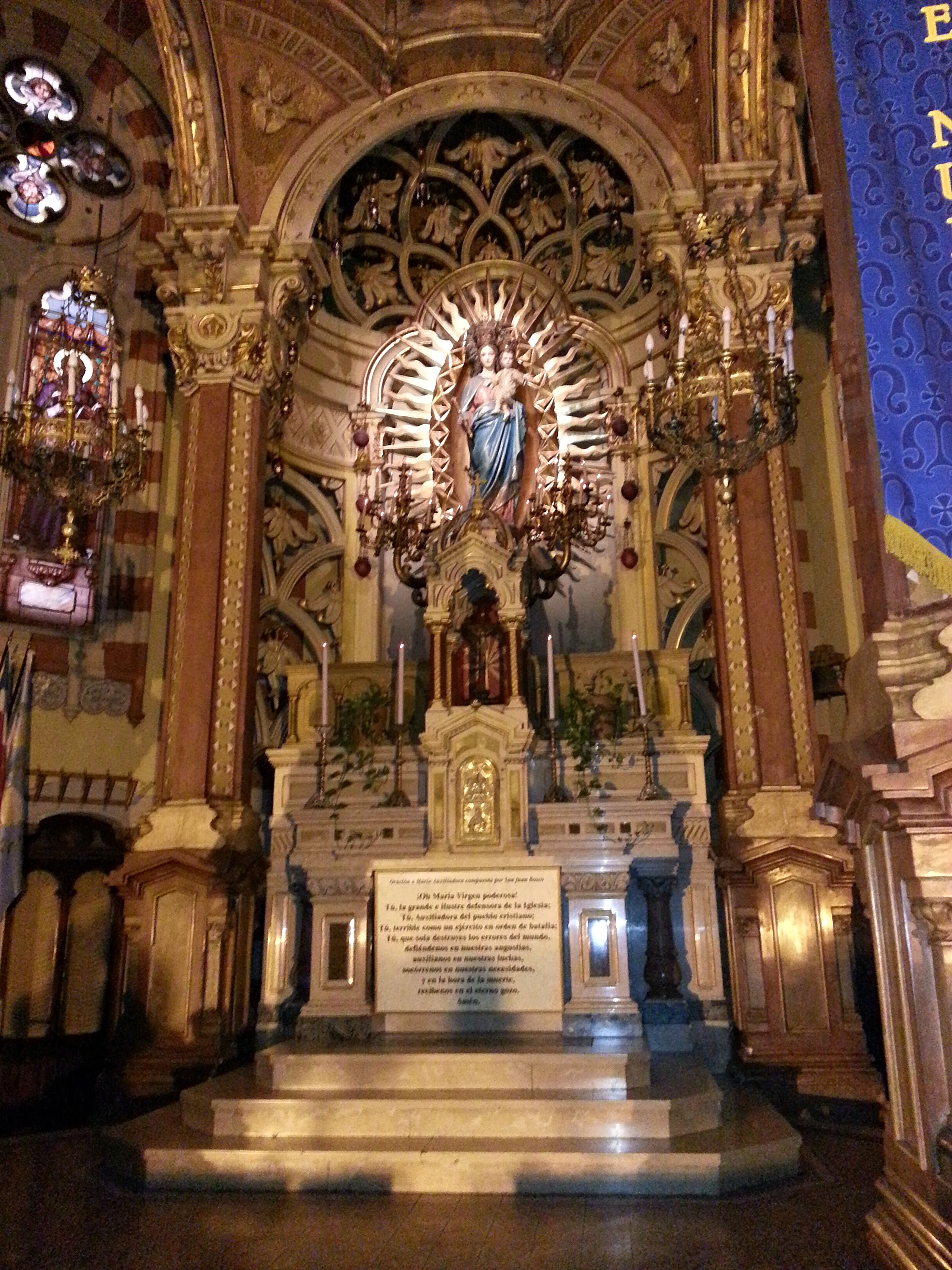
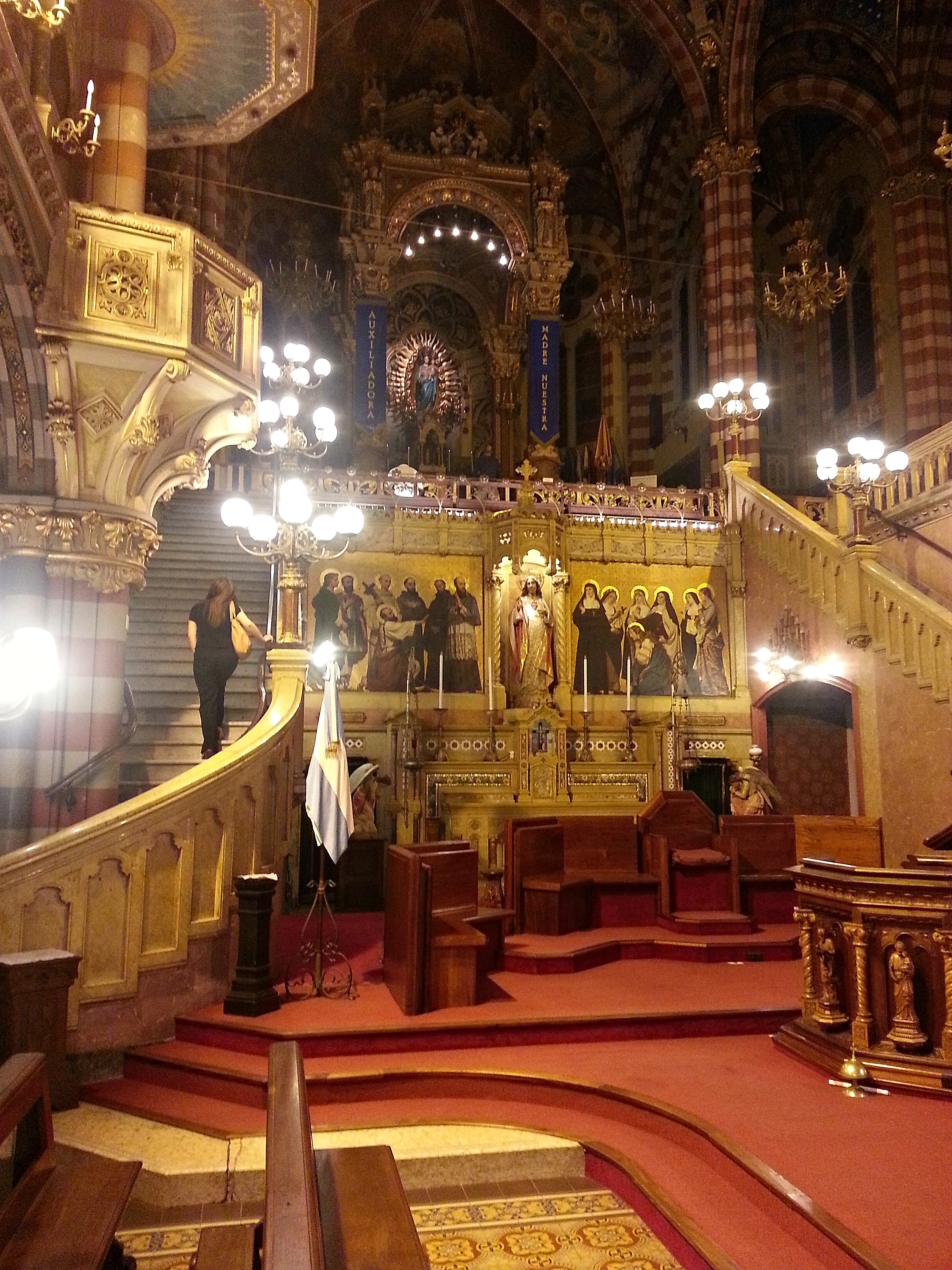
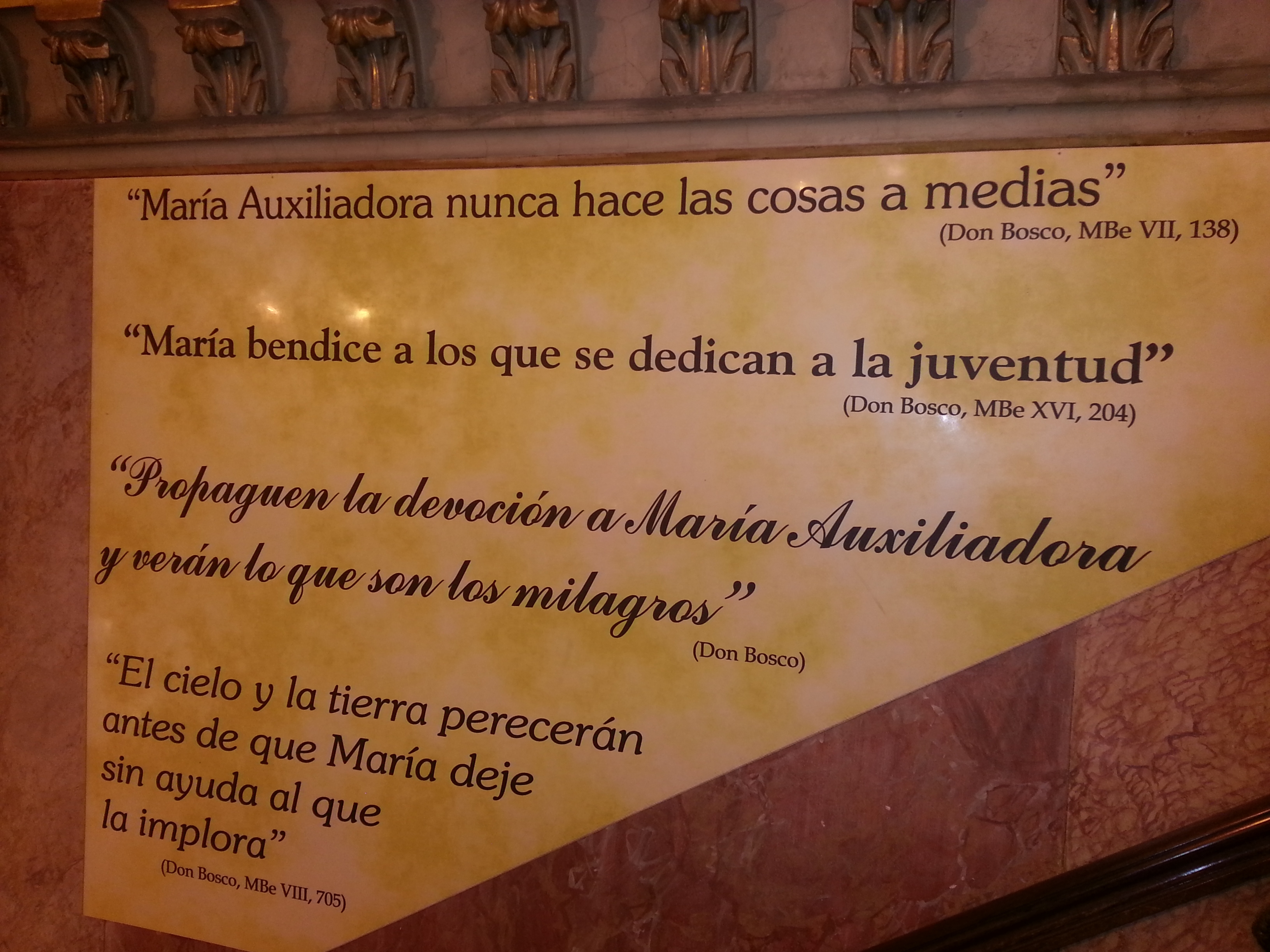
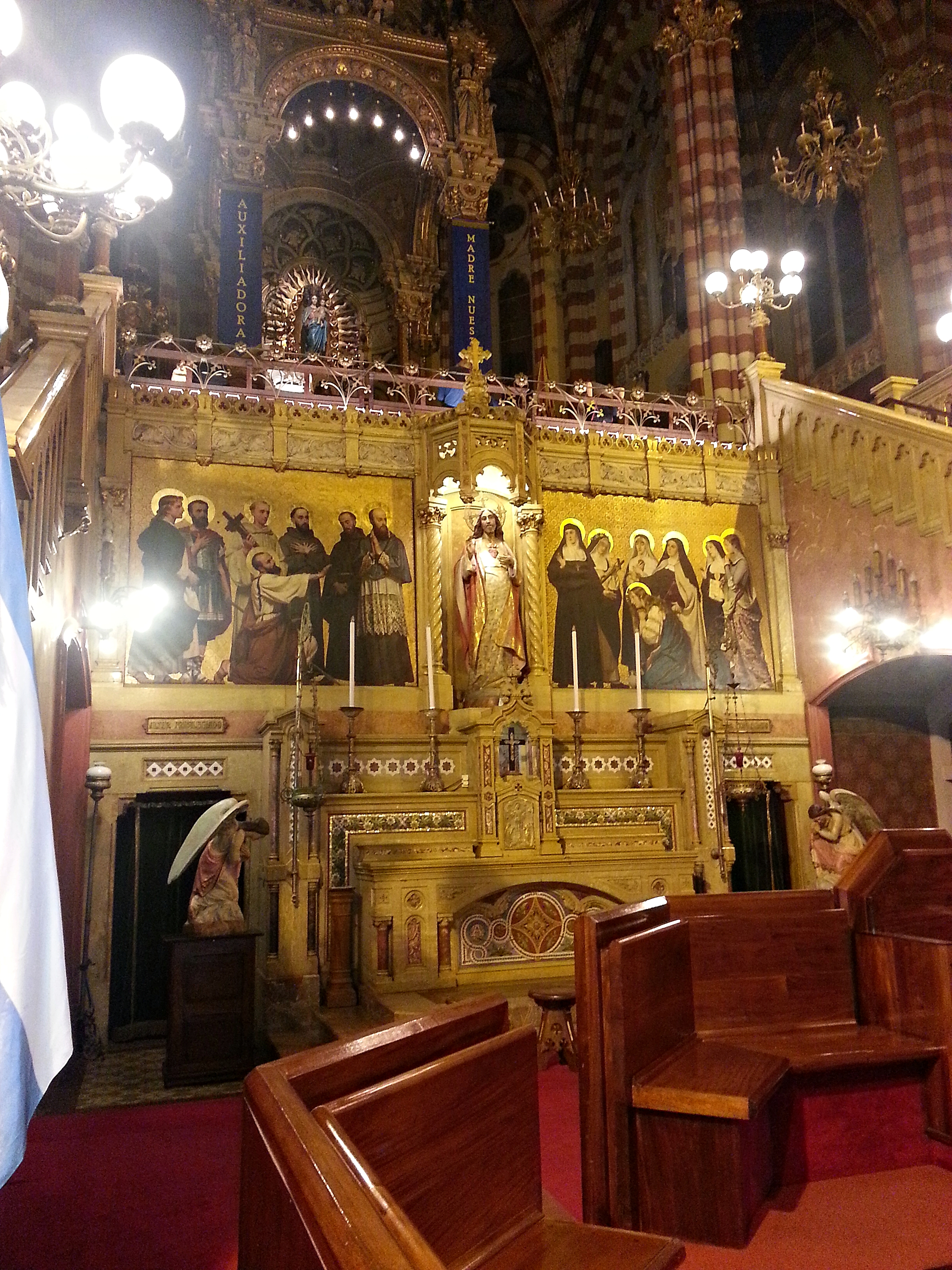
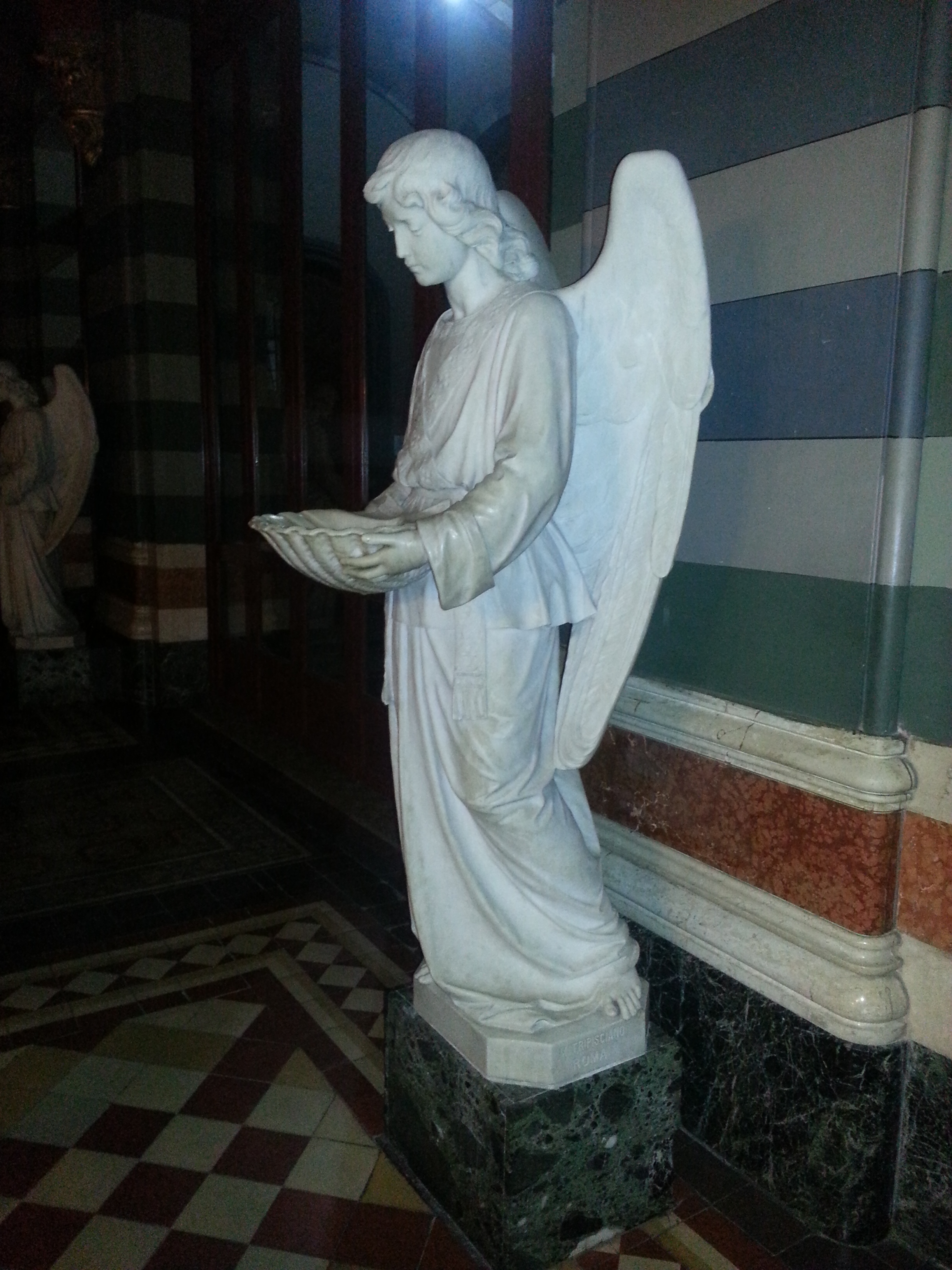
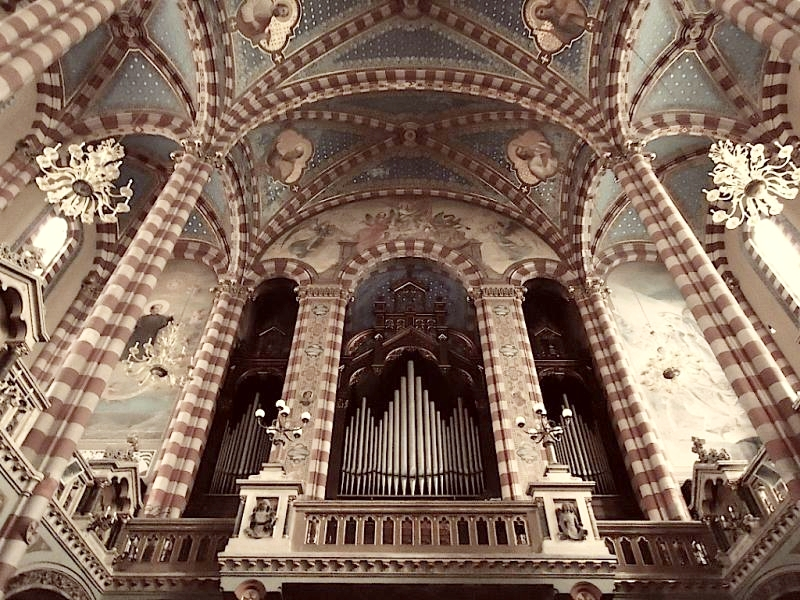